# Pidonia lyra
Pidonia lyra là một loài bọ cánh cứng trong họ Cerambycidae.